# Taryn Thomas
Taryn Thomas (Bloomfield, Nueva Jersey; 27 de mayo de 1983) es una actriz pornográfica, estríper y modelo erótica estadounidense.

## Biografía
Taryn Thomas, nombre artístico de Rina M Tucciarone, nació en el seno de una familia italoestadounidense afincada en Nueva Jersey, en mayo de 1983. Al cumplir los 18 años, comenzó a trabajar para la empresa Lightspeed Media Corporation realizando sus primeras sesiones como modelo erótica con pornografía softcore. A finales de 2004, viajó a California con la intención de iniciar una carrera en la industria pornográfica, llegando a debutar ese año, con 21 años, como actriz porno. Sus dos primeras películas fueron Naughty College School Girls 38 y 12 on One 2.
Como actriz, Thomas grabó películas para productoras como Jules Jordan Video, Mile High, Hustler, Wicked Pictures, Diabolic Video, VCA Pictures, Zero Tolerance, Kick Ass, 3rd Degree, Evil Angel, Vivid, Adam & Eve, Elegant Angel, Acid Rain, Sin City, New Sensations, Digital Playground, Naughty America o Reality Kings, entre otras muchas.
En 2006, dos años después de su debut, llegó a los Premios AVN con sus primeras nominaciones. Fue nominada a la Mejor actriz revelación; así como a la Mejor escena escandalosa de sexo por Service Animals 19, a Mejor escena de sexo chico/chica por Vault of Whores y a la Mejor escena de sexo oral por Blow Me Sandwich 7.
Ese mismo año grabó su primera escena de sexo interracial en Sperm Receptacles 2.
En 2007 recibió otra nominación a la Mejor escena de sexo en grupo por Bachelorette Bang.
Ese mismo año de 2007 sufrió una grave fisura anal grabando que le obligó a alejarse de la industria hasta 2009, tiempo en el que ganó bastante peso y se volvió adicta a las drogas. Durante dicho retiro, se tomó un tiempo para estudiar cosmetología y revertir su aumento de peso, lo que consiguió para su regreso finalmente.
En octubre de 2009, lanzó la película Vogue Nasty, su única película como directora, que protagonizó y produjo con su sello Taryn It Up Entertainment.
Se retiró en 2012, habiendo aparecido en más de 320 películas.
Algunos trabajos suyos son Anal Incorporated, Blacklight Beauty, Double Cum Cocktails 2, Face Blasters 2, Gothsend 3, I Love 'Em Natural 3, Mason's Sluts, Raw Pussy 2, Strap Attack 6, Un-Natural Sex 15 o Whore.

## Premios y nominaciones
| Año  | Ceremonia   | Resultado | Premio                           | Trabajo            |
| ---- | ----------- | --------- | -------------------------------- | ------------------ |
| 2006 | Premios AVN | Nominada  | Mejor actriz revelación          | —                  |
| 2006 | Premios AVN | Nominada  | Mejor escena escandalosa de sexo | Service Animals 19 |
| 2006 | Premios AVN | Nominada  | Mejor escena de sexo chico/chica | Vault of Whores    |
| 2006 | Premios AVN | Nominada  | Mejor escena de sexo oral        | Blow Me Sandwich 7 |
| 2007 | Premios AVN | Nominada  | Mejor escena de sexo en grupo    | Bachelorette Bang  |